# Расикананда
Расикана́нда (IAST: Rasikānanda), имя при рождении — Раси́ка Мура́ри (IAST: Rasika Murāri, 1597—??) — кришнаитский святой и проповедник из Ориссы. Был главным учеником Шьямананды. Перу Расикананды принадлежит «Шьямананда-шатакам».

## Биография

### Ранние годы
При рождении Расикананда получил имя Расика Мурари. Он родился на новолуние месяца картика (октябрь-ноябрь) 1597 года в семье царя Раянинагара Ачьютананды. Описывается, что с раннего детства он любил слушать истории о Кришне. Научившись читать, он с увлечением начал изучать «Бхагавата-пурану».
Когда Расика подрос, Ачьютананде стало очевидно, что его сын безразличен к мирской жизни. Желая исправить положение, Ачьютананда женил его на Иччхамати, прекрасной дочери царя Балабхадры — правителя бенгальского княжества Хигли. Однако, расчёты отца не оправдались: Расика так и не развил малейшей привязанности к дому и семейной жизни. Он занимался тем, что скитался по владениям своего отца, постоянно повторяя имена Кришны.

### Принятие гуру
Однажды Кришна явился Расикананде и повелел ему принять в качестве гуру Шьямананду. Описывается, что при виде необыкновенно прекрасного образа Кришны, сердце Расикананды переполнилось духовными эмоциями и он потерял сознание. В то время Шьямананда жил в священном городе Вриндаване, где под руководством Дживы Госвами занимался изучением священных текстов. Однажды, во время медитации, перед Шьяманандой явился Кришна. Он повелел ему отправиться в Ориссу, найти там Расику Мурари и дать ему духовное посвящение. Кришна объявил, что Шьямананда вместе с Расикой будут успешно проповедовать чистую бхакти по всей Ориссе и освободят всех жителей этого региона. Испросив разрешения вайшнавов Вриндавана, Шьямананда отправился на поиски Расики.
В тот момент, когда Шьямананда прибыл в резиденцию царя Ачьютананды, в царских покоях проходили чтения «Бхагавата-пураны». Ачьютананда и Расика вместе с другими придворными слушали чтеца и периодически задавали вопросы о значении услышанного. Описывается, что Шьямананда имел красивый и благородный облик. При его появлении царь и придворные приняли его за святого и оказали ему радушный приём. Шьямананда и Расика сразу же узнали друг друга. Шьямананда принял Расику в ученики, дав ему духовное имя «Расикананда». Расикананде тогда было 18 лет от роду. Его жена, Иччхамати, также получила у Шьямананды посвящение и новое имя «Шьямадаси».

### Проповедническая деятельность в Бенгалии и Ориссе
Шьямананда и Расикананда активно проповедовали гаудия-вайшнавизм в Бенгалии и Ориссе. Описывается, что они превратили и Гауду и Ориссу в «океан любви к Кришне и наводнили их волнами воспевания святого имени Кришны». За годы своей проповеди, они инициировали несколько сот тысяч учеников самого разного социального происхождения: от брахманов до мусульман и неприкасаемых.

### Укрощение и религиозное обращение бешеного слона
В кришнаитских агиографических текстах содержится история о том, как мусульманский царь Ориссы Ахаммад Бег, прослышав о святости Расикананды, решил испытать его. В окрестностях подвластного царю города Ванапура жил бешеный слон, причинявший много беспокойств местным жителям. Ахаммад отправил к Расикананде гонца с письмом, в котором предложил святому подтвердить свою славу, успокоив слона повторением мантры «Харе Кришна». В это время Расикананда активно проповедовал во владениях царя Ванапура Вайдьянатха Бханджа, обращая в гаудия-вайшнавизм сотни мусульман. Расикананда принял вызов мусульманского правителя.
Описывается, что при виде Расикананды бешеный слон застыл на месте. Расикананда прочитал ему краткую проповедь, после которой окончательно усмиревшее животное опустилось пред ним на колени. Тогда Расикананда принял слона в ученики: он сказал ему в ухо мантру «Харе Кришна» и дал ему духовное имя «Гопала Даса». После этого, со слезами на глазах, слон ушёл из тех мест и больше никого не беспокоил. Впоследствии он даже несколько раз защищал своего гуру от опасности.
Деревенские жители были глубоко поражены, став свидетелями духовной силы Расикананды. Ахаммад Бег попросил у святого прощения, а ряд других царей и заминдаров, будучи очарованы Расиканандой, приняли у него духовное посвящение. Один из этих царей подарил ему мурти, которое Шьямананда установил под именем «Шри Гопиваллабха Рай». На этом месте возникла деревня Гопиваллабхапур, ставшая святым местом паломничества для последователей Шьямананды и Расикананды.

### Паломничество в Пури: Джаганнатха ждёт своего преданного
Однажды Расикананда отправился на знаменитый фестиваль колесниц Ратха-ятру в город Пури. В дороге произошла задержка. Поняв, что прибыть в Пури до начала праздника не получается, Расикананда сильно расстроился и начал усердно молиться Кришне. В день праздника мурти Джаганнатхи, Баладевы и Субхадры установили на колесницах. Однако, сдвинуть колесницы с места оказалось невозможным. Тысячи верующих тянули колесницы за канаты, на подмогу привели даже лошадей и слонов — но все усилия оказались тщетными. Встревоженный царь Пури начал возносить молитвы Джаганнатху, который явился ему во сне и объяснил, что колесницы сдвинутся с места только после того, как великий святой Расикананда дойдёт до Пури. Царь отправился навстречу Расикананде и оказал ему почтительный приём. Как только Расикананда предстал перед Джаганнатхой, колесницы сразу же пришли в движение.

### Основание храма Кришны в Пури. Кришначора Гопинатх зовёт своего преданного
Царь предложил Расикананде построить в Пури храм для его последователей и подарил святому участок земли неподалёку от храма Джаганнатхи. На том месте, носящим название Пхулатота, Расикананда построил храм, названный Кунджа-матх, в котором установил подаренное ему царём мурти Кришны. Этот матх существует по сей день.
Впоследствии к царю во сне явлился Кришна в образе мурти Кширачора Гопинатхи. Кришна пожаловался, что поклонение ему не совершается должным образом и повелел царю отправить Расикананду в Ремуну. Повинуясь божественной воле, царь назначил Расикананду смотрителем храма Кширачоры Гопинатхи.

### Встреча с мистиком-факиром
Однажды, когда Расикананда жил в Гопиваллабхапуре, к нему на встречу пришёл мистик-факир, ездивший на приручённом тигре. В это время Расикананда чистил зубы. Получив известие о прибытии факира, Расикананда как ни в чём не бывало поднялся в воздух и прилетел к мистику. Поражённый факир слез с тигра и выразил Расикананде почтение, попросив прощения за свою гордость. Потомки этого мистика до сих пор живут в Ремуне, с великим почтением относясь к последователям Расикананды.

### Смерть
Однажды, Расикананда танцевал и пел «Харе Кришна» в глубоком духовном экстазе. Внезапно, в его ногу вонзилась колючка. Он упал и, будучи не в состоянии снова подняться на ноги, объявил своим ученикам, что скоро умрёт. Убитые горем последователи на паланкине отнесли умирающего гуру в Ремуну, где он смог получить последний даршан Кришны. Описывается, что по прибытии в Ремуну, Расикананда встал с паланкина и вошёл внутрь храма. Больше его никто не видел. Ученики обыскали всю округу, но так и не нашли своего возлюбленного духовного учителя. Один из пуджари предположил, что Расикананда растворился в мурти Кришны.
Описывается, что при известии о смерти Расикананды, многие из его учеников от горя потеряли сознание. Шестеро из них так и не очнулись, умерев от разлуки. Все личные принадлежности и одежда Расикананды были захоронены на территории храма. На этом месте был возведён самадхи, рядом с которым были погребены шесть умерших от горя учеников.